# 川崎新町駅
川崎新町駅（かわさきしんまちえき）は、神奈川県川崎市川崎区渡田山王町にある、東日本旅客鉄道（JR東日本）南武線支線（浜川崎支線）の駅である。駅番号はJN 52。かつては東海道本線浜川崎貨物支線小田操車場が併設されており、広い構内はその名残である。

## 歴史
- 1930年（昭和5年）
  - 3月25日：南武鉄道の貨物駅として開設[1][4]。
  - 4月10日：旅客取扱開始[1][4]。
- 1943年（昭和18年）9月14日 : 並行する東海道本線浜川崎貨物支線に小田操車場を開設[5]。
- 1944年（昭和19年）4月1日：南武鉄道が国有化、運輸通信省南武線の駅となる[1][4]。同時に貨物営業を廃止。
- 1973年（昭和48年）10月1日：東海道本線浜川崎貨物支線廃止、小田操車場の跡地は川崎新町駅に組込まれる[5]。この後旧浜川崎貨物支線と南武線の単線並列を複線に改修するのに伴って浜川崎行旅客ホームを新設、完全単線だった南武線浜川崎支線の列車交換を可能とした。
- 1987年（昭和62年）4月1日：国鉄分割民営化に伴い、JR東日本の駅となる[1][4]。
- 2002年（平成14年）3月22日：ICカード「Suica」供用開始[6]。
- 2014年（平成26年）12月26日：出札窓口の営業終了。
- 2022年（令和3年）
  - 2月28日：自動券売機の営業終了[2]。
  - 3月1日：無人駅化[2]。

## 駅構造
単式ホーム2面2線を有する地上駅。互いのホームは地下通路で繋がっている。
当駅場内より東海道貨物線と南武線支線が合流するため、構内には浜川崎に向かって左手から南武支線の上り本線、同線の上り待避線（南武支線上りホーム設置）、東海道貨物線の上り本線、南武支線・東海道貨物線の下り本線（南武支線下りホーム設置）の計4本が走っている。当駅より浜川崎駅までは、南武支線と東海道貨物支線が同じ線路を共有する。鶴見方より東海道貨物線、新鶴見信号場・尻手方より浜川崎支線経由で浜川崎駅・川崎貨物駅・東京貨物ターミナル駅に発着する貨物列車が多数設定されているため、当駅を通過する貨物列車を旅客列車より頻繁に見ることができる。
また、貨物列車が遅延している場合、当駅で旅客列車が貨物列車通過・交換待ちをすることがある。浜川崎支線・東海道貨物線は旅客列車より貨物列車の方が本数も多く、優先度が貨物列車の方が高いことが窺える。
2014年（平成26年）12月26日まで営業していた出札窓口では、長距離乗車券や指定券等も発売していた。簡易Suica改札機が設置されている。
改札を入って右手に男女共用水洗式トイレ、改札を出て右手に飲料自販機が設置されている。エレベーター・エスカレーターは設置されていない。
当駅は川崎市内にあるが、JRの特定都区市内制度における「横浜市内」の駅として扱われる。

### のりば
駅舎側を1番線として、以下の通り。
| 番線 | 路線   | 方向 | 行先             |
| ---- | ------ | ---- | ---------------- |
| 1    | 南武線 | 下り | 八丁畷・尻手方面 |
| 2    | 南武線 | 上り | 浜川崎・扇町方面 |

（出典：JR東日本:駅構内図）

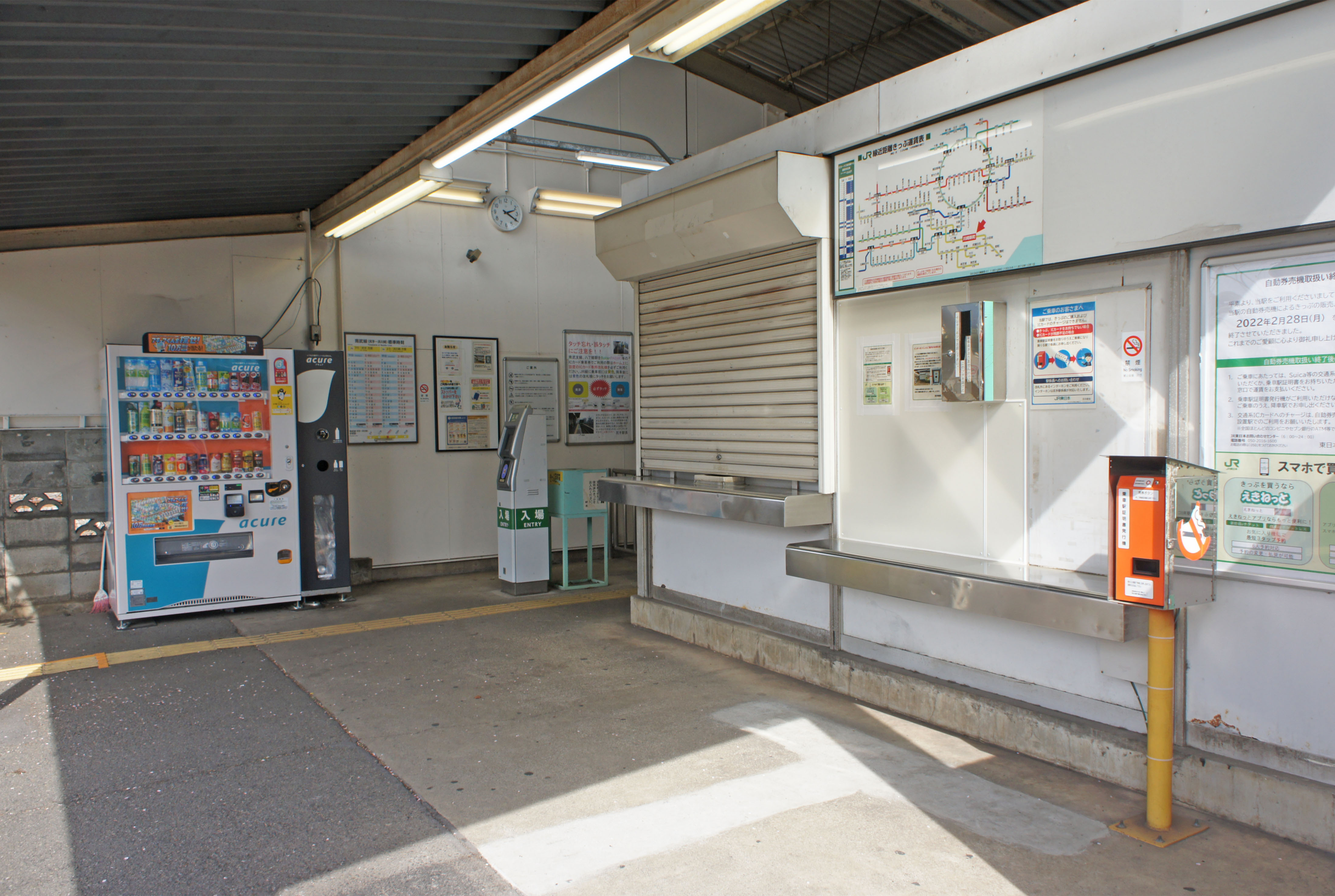
改札口（2022年4月）
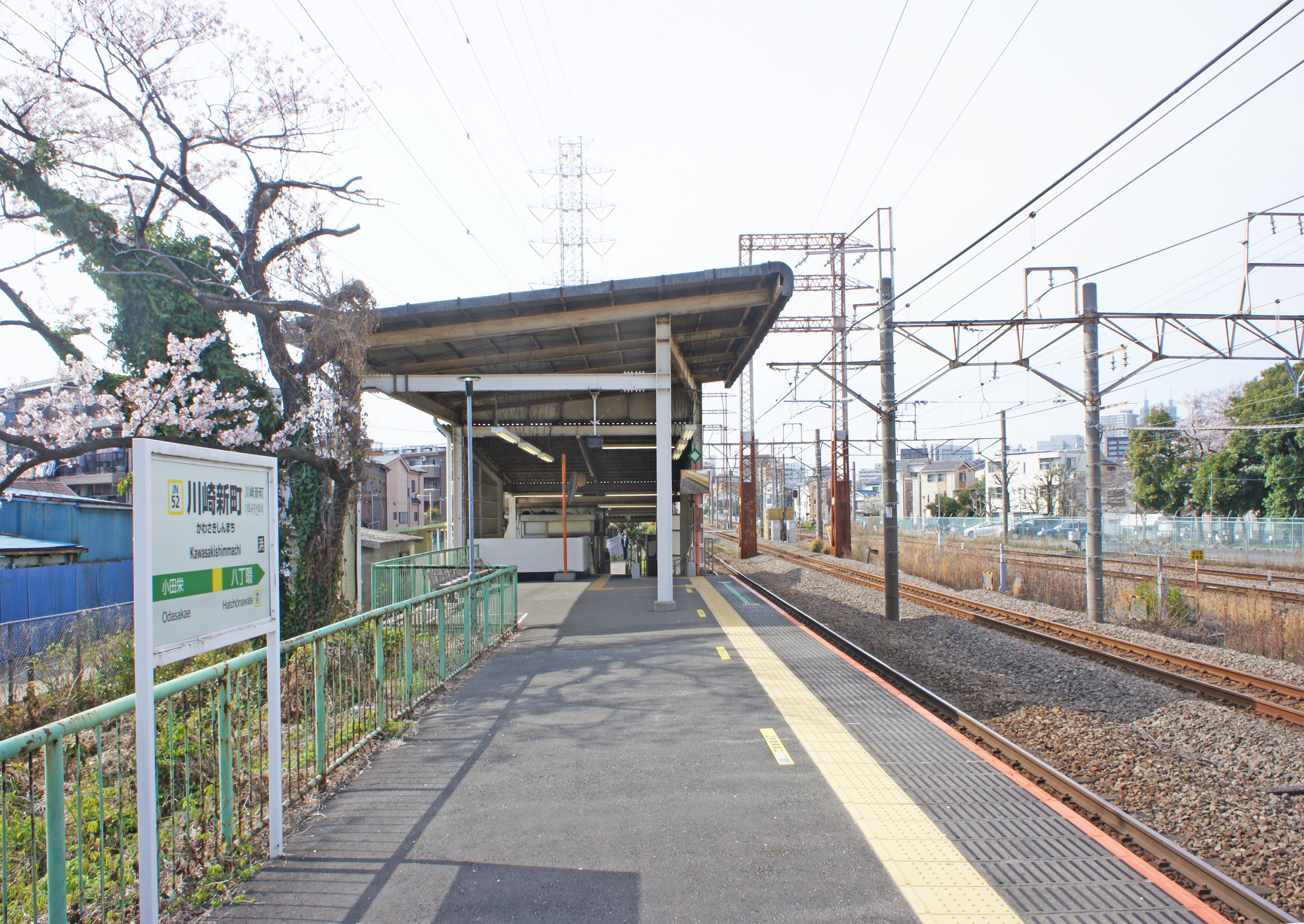
1番線ホーム（2022年4月）
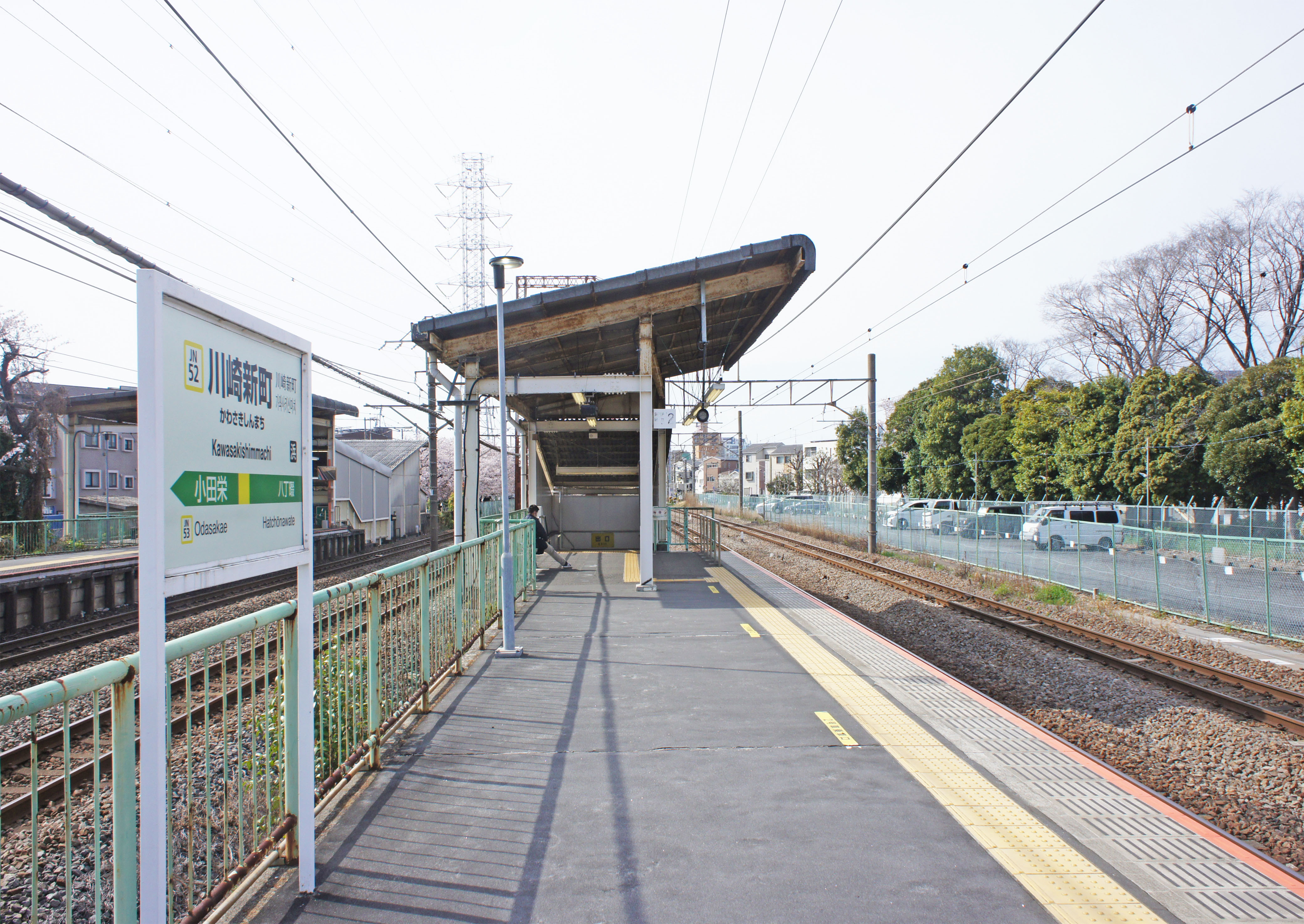
2番線ホーム（2022年4月）

## 利用状況
2020年（令和2年）度の1日平均乗車人員は1,134人である。2016年度 - 2019年度の値には、運賃計算上同一駅として扱われた小田栄駅の乗車人員も含まれている。
近年の推移は以下の通り。
| 年度               | 1日平均 乗車人員 | 出典     |
| ------------------ | ---------------- | -------- |
| 1995年（平成07年） | 1,180            | [ * 1 ]  |
| 1996年（平成08年） | 1,081            |          |
| 1997年（平成09年） | 1,005            |          |
| 1998年（平成10年） | 1,002            | [ * 2 ]  |
| 1999年（平成11年） | 1,005            | [ * 3 ]  |
| 2000年（平成12年） | 1,003            | [ * 3 ]  |
| 2001年（平成13年） | 994              | [ * 4 ]  |
| 2002年（平成14年） | 971              | [ * 5 ]  |
| 2003年（平成15年） | 986              | [ * 6 ]  |
| 2004年（平成16年） | 1,047            | [ * 7 ]  |
| 2005年（平成17年） | 1,069            | [ * 8 ]  |
| 2006年（平成18年） | 1,154            | [ * 9 ]  |
| 2007年（平成19年） | 1,260            | [ * 10 ] |
| 2008年（平成20年） | 1,314            | [ * 11 ] |
| 2009年（平成21年） | 1,322            | [ * 12 ] |
| 2010年（平成22年） | 1,348            | [ * 13 ] |
| 2011年（平成23年） | 1,336            | [ * 14 ] |
| 2012年（平成24年） | 1,355            | [ * 15 ] |
| 2013年（平成25年） | 1,372            | [ * 16 ] |
| 2014年（平成26年） | 1,358            | [ * 17 ] |
| 2015年（平成27年） | 1,461            | [ * 18 ] |
| 2016年（平成28年） | 2,261            | [ * 19 ] |
| 2017年（平成29年） | 2,615            |          |
| 2018年（平成30年） | 2,820            |          |
| 2019年（令和元年） | 3,009            |          |
| 2020年（令和02年） | 1,134            |          |

## 駅周辺
- 神奈川県立川崎高等学校
- 明王山成就院
- イトーヨーカドー川崎店
- 関東美容専門学校
- かわさき健康づくりセンター
- かわさき保育会館
- 川崎市立渡田中学校
- 川崎市立新町小学校 - なお、こちらの「新町」は、駅名と同じ「しんまち」ではなく、「しんちょう」と読む。
- マルエツ京町店
- TSUTAYA川崎三の辻店
- 川崎信用金庫京町支店
- 東日本銀行川崎支店
- 神奈川銀行川崎支店
- 京町商店街

## バス路線
| 運行事業者       | 系統・行先                                                                |
| 小田1丁目        | 小田1丁目                                                                 |
| ---------------- | ------------------------------------------------------------------------- |
| 川崎鶴見臨港バス | 川27：日清製粉前 / 川崎駅前                                               |
| 二の辻           |                                                                           |
| 川崎鶴見臨港バス | - 川28：京町循環 / 浜川崎営業所 - 川30：鶴見駅東口 - 川28・川30：川崎駅前 |

## その他
2016年（平成28年）3月26日から2020年（令和2年）3月13日まで隣駅の小田栄駅は運賃計算上、当駅と同一駅扱いのため、当駅 - 小田栄駅間のみを利用する場合はシステム関係からSuicaやPASMO等のICカード乗車券は利用出来ず、乗車時に乗車券を購入するか（川崎新町→小田栄）、乗車駅で乗車駅証明書を受取って降車駅で現金精算をする（小田栄→川崎新町）ことになっていた。2020年（令和2年）3月14日以降は、小田栄駅の本設化に伴い別駅扱いとなり有効な乗車券が必要になるほか、当駅 - 小田栄駅間のICカード乗車券の利用が可能となっている。

## 隣の駅
東日本旅客鉄道（JR東日本）
 南武線支線（浜川崎支線）
八丁畷駅 (JN 51) - 川崎新町駅 (JN 52) - 小田栄駅 (JN 53)

### 記事本文